# Ampliación Biznaga Uno
Ampliación Biznaga Uno är en ort i Mexiko.   Den ligger i kommunen Cuautla och delstaten Morelos, i den sydöstra delen av landet, 70 km söder om huvudstaden Mexico City. Ampliación Biznaga Uno ligger 1 337 meter över havet och antalet invånare är 344.
Terrängen runt Ampliación Biznaga Uno är kuperad åt sydost, men åt nordväst är den platt. Runt Ampliación Biznaga Uno är det ganska tätbefolkat, med 222 invånare per kvadratkilometer. Närmaste större samhälle är Cuautla Morelos, 2,6 km norr om Ampliación Biznaga Uno. Omgivningarna runt Ampliación Biznaga Uno är en mosaik av jordbruksmark och naturlig växtlighet.